# 深沟凤螺
深沟凤螺（学名：Babylonia spirata）是新腹足目鳳螺屬的一個海洋腹足纲軟體動物物种。鳳螺屬原為峨螺科成員，今改屬鳳螺科。

## 形態描述
殼質厚，殼底色為白色，螺塔尖銳，體螺層大，肩部縫合線凹陷成深溝狀。殼口橢圓形。口蓋角質，褐色，半透明。
本物種的形態跟俗稱「東風螺」的象牙凤螺非常相似，而且同樣可食用；兩者分別在於本物種的螺殼顏色塊較深，但螺殼上的色斑較淺色，呈褐色的不規則形狀，體型比象牙凤螺小，但其味道稍遜於象牙凤螺，所以商業價值較低。

## 分佈
本物種在泰國分佈於拉廊府的安达曼海海域，也分佈於印度尼西亚、马来西亚、阿拉伯半島東部、巴基斯坦、斯里蘭卡及臺灣。棲息在潮間帶到淺海的泥沙底。